# Îles de l'Investigator
Les îles de l'Investigator, ou Investigator group en anglais, est un archipel granitique assez éparpillé, situé près du littoral sud de l'Australie-Méridionale.

## Histoire
L'archipel a été découvert par Matthew Flinders, éminent cartographe et navigateur britannique, après son jeune frère Samuel Flinders, un aspirant de marine, sur le HMS Investigator lors de la découverte en 1801 des côtes méridionales australiennes. L'archipel a donc pris le nom du navire britannique l'ayant abordé lors de ce voyage exploratoire.

## Localisation
L'archipel des îles de l'Investigator est situé dans la partie orientale de la grande baie australienne, dans l'Océan Indien. Ces îles se trouvent au niveau de la côte ouest de la Péninsule d'Eyre, dans l'État d'Australie-Méridionale dont elles dépendent administrativement. Sur le continent, la localité la plus proche de cet archipel est Elliston, chef-lieu du District d'Elliston. Elliston est distante de l'île principale d'environ 33 km. Les îles de l'Investigator s'articulent en 3 unités autour de l'île principale :
- L'île principale est Flinders island (Investigator), longue de 13 km du Nord-nord-est au Sud-sud-ouest, et large en moyenne de 5 km.
- À 6 km à l'est de celle-ci[2] se trouvent les îlots du Perroquet (ou Topgallant isles) composés d'une île de 800 mètres de long et d'un ensemble de 7 récifs. Cet ensemble escarpé et rocailleux est le plus proche d'Elliston.
- À 16 km à l'ouest de cette même île, se trouvent les îles Ward.
- À 34 km au sud-ouest de celle-ci, il y a les îles Pearson. Ces 6 îles forment un chapelet dont l'île Pearson proprement dite est la plus vaste (2 km de long du nord au sud et 1,5 km d'ouest en est). Là se trouve le point culminant de tout l'Investigator group, à 231 mètres d'altitude. L'île la plus méridionale de ce chapelet est Dorothee Island.

## Population
Il n'est nulle part fait mention d'une population résidant à titre permanent dans cet archipel. Néanmoins, il existe une structure touristique sur l'île principale de Flinders island, permettant d'accueillir 9 touristes à la fois.

## Préservation de l'archipel
Toutes ces îles font partie de l'Investigator Group Conservation Park, autrement dit le Parc Naturel Conservatoire des îles de l'Investigator, à l'exception de l'île principale Flinders island et d'une partie de l'île Pearson. C'est donc l'essentiel de la superficie terrestre de l'archipel qui est exclu du statut de Parc Naturel Conservatoire.
Cet équivalent de nos parcs régionaux[Qui ?] a pour but la préservation de la faune et de la flore insulaire. La côte, principalement rocheuse, est le lieu d'occupation privilégiée de nombreuses espèces en particulier le lion de mer, le dragon de mer Phyllopteryx taeniolatus, de nombreuses espèces de coraux, d'éponges et de poissons remarquables tels qu'Achoerodus gouldii et une sous-espèce endémique de wallabies : le wallaby des rochers de Pearson (Petrogale lateralis pearsoni), etc.
Les falaises de l'archipel abritent aussi de nombreuses espèces d'oiseaux marins ou migrateurs.

## Drapeau

Drapeau